# Belgische kampioenschappen indoor atletiek 2014
In 2014 werden de Belgische kampioenschappen indoor atletiek Alle Categorieën gehouden op zaterdag 15 februari in Gent.

## Uitslagen

### 60 m
| rang   | atleet             | prestatie |
| ------ | ------------------ | --------- |
| Goud   | Robin Vanderbemden | 6,71 s    |
| Zilver | Chamberry Muaka    | 6,80 s    |
| Brons  | Arthur Henry       | 6,84 s    |

| rang   | atlete              | prestatie |
| ------ | ------------------- | --------- |
| Goud   | Ester Van den Hende | 7,49 s    |
| Zilver | Sarah Rutjens       | 7,50 s    |
| Brons  | Alison Diwani       | 7,51 s    |

### 200 m
| rang   | atleet             | prestatie |
| ------ | ------------------ | --------- |
| Goud   | Will Oyowe         | 21,56 s   |
| Zilver | Damien Broothaerts | 21,70 s   |
| Brons  | Pieter De Rycke    | 21,71 s   |

| rang   | atlete           | prestatie |
| ------ | ---------------- | --------- |
| Goud   | Nenah De Coninck | 24,48 s   |
| Zilver | Dorien Van Diest | 25,47 s   |
| Brons  | Noor Vidts       | 25,73 s   |

### 400 m
| rang   | atleet           | prestatie |
| ------ | ---------------- | --------- |
| Goud   | David Pecceu     | 47,73 s   |
| Zilver | Michael Rossaert | 48,44 s   |
| Brons  | Stef Vanhaeren   | 48,60 s   |

| rang   | atlete              | prestatie |
| ------ | ------------------- | --------- |
| Goud   | Rani Nagels         | 55,43 s   |
| Zilver | Gaelle De Temmerman | 56,64 s   |
| Brons  | Sofie Daelemans     | 56,89 s   |

### 800 m
| rang   | atleet          | prestatie |
| ------ | --------------- | --------- |
| Goud   | Arnaud Ghislain | 1.54,06   |
| Zilver | Hans Omey       | 1.54,40   |
| Brons  | Gieljan Baete   | 1.55,05   |

| rang   | atlete         | prestatie |
| ------ | -------------- | --------- |
| Goud   | Sofie Lauwers  | 2.08,62   |
| Zilver | Renée Eykens   | 2.09,13   |
| Brons  | Marlies Schils | 2.11,10   |

### 1500 m
| rang   | atleet           | prestatie |
| ------ | ---------------- | --------- |
| Goud   | Jérôme Kahia     | 3.43,85   |
| Zilver | Tarik Moukrime   | 3.44,23   |
| Brons  | Geoffrey Marrion | 3.59,11   |

| rang   | atlete          | prestatie |
| ------ | --------------- | --------- |
| Goud   | Sofie Van Accom | 4.38,16   |
| Zilver | Agnes Laurent   | 4.39,55   |
| Brons  | Nicole Buytaert | 4.44,25   |

### 3000 m
| rang   | atleet           | prestatie |
| ------ | ---------------- | --------- |
| Goud   | Emmanuel Lejeune | 8.24,58   |
| Zilver | Thomas De Bock   | 8.26,80   |
| Brons  | Pierre Denays    | 8.28,12   |

### 5000 m snelwandelen/3000 m snelwandelen
| rang   | atleet               | prestatie |
| ------ | -------------------- | --------- |
| Goud   | Ludwig Renard        | 25.06,21  |
| Zilver | Dirk Bogaert         | 25.26,54  |
| Brons  | Patrick Demaerschalk | 31.01,85  |

| rang   | atlete           | prestatie |
| ------ | ---------------- | --------- |
| Goud   | Myriam Nicolas   | 15.44,77  |
| Zilver | Liesbeth De Smet | 16.41,67  |
| Brons  | Solange Cremer   | 16.51,50  |

### 60 m horden
| rang   | atleet          | prestatie |
| ------ | --------------- | --------- |
| Goud   | Dario De Borger | 7,81 s    |
| Zilver | Quentin Ruffacq | 7,82 s    |
| Brons  | Denis Hanjoul   | 8,10 s    |

| rang   | atlete           | prestatie |
| ------ | ---------------- | --------- |
| Goud   | Sarah Missinne   | 8,41 s    |
| Zilver | Ella De Maitre   | 8,60 s    |
| Brons  | Dorien Van Diest | 8,65 s    |

### Verspringen
| rang   | atleet            | prestatie |
| ------ | ----------------- | --------- |
| Goud   | Jeroen Vanmulder  | 7,78 m    |
| Zilver | Nicolas Stempnick | 7,73 m    |
| Brons  | Cedric Nolf       | 7,72 m    |

| rang   | atlete           | prestatie |
| ------ | ---------------- | --------- |
| Goud   | Els De Wael      | 6,27 m    |
| Zilver | Jolien Leemans   | 6,13 m    |
| Brons  | Jesse Vercruysse | 5,99 m    |

### Hink-stap-springen
| rang   | atleet         | prestatie |
| ------ | -------------- | --------- |
| Goud   | Romain Lambert | 15,37 m   |
| Zilver | Leopold Kapata | 15,09 m   |
| Brons  | Nicolas Thomas | 14,26 m   |

| rang   | atlete           | prestatie |
| ------ | ---------------- | --------- |
| Goud   | Sietske Lenchant | 12,73 m   |
| Zilver | Stefie Mievis    | 12,31 m   |
| Brons  | Elsa Loureiro    | 12,26 m   |

### Hoogspringen
| rang   | atleet           | prestatie |
| ------ | ---------------- | --------- |
| Goud   | Bram Ghuys       | 2,13 m    |
| Zilver | Lois Makena      | 2,07 m    |
| Brons  | Bart Van Deursen | 2,07 m    |

| rang   | atlete              | prestatie |
| ------ | ------------------- | --------- |
| Goud   | Hanne Van Hessche   | 1,79 m    |
| Zilver | Marjolein Lindemans | 1,77 m    |
| Brons  | Claire Orcel        | 1,74 m    |

### Polsstokhoogspringen
| rang   | atleet          | prestatie |
| ------ | --------------- | --------- |
| Goud   | Ben Broeders    | 5,00 m    |
| Zilver | Laurent Vanhees | 4,70 m    |
| Brons  | Jonas De Meyer  | 4,60 m    |

| rang   | atlete         | prestatie |
| ------ | -------------- | --------- |
| Goud   | Chloé Henry    | 4,25 m    |
| Zilver | Fanny Smets    | 4,20 m    |
| Brons  | Margaux Quirin | 4,10 m    |

### Kogelstoten
| rang   | atleet            | prestatie |
| ------ | ----------------- | --------- |
| Goud   | Jurgen Verbrugghe | 17,15 m   |
| Zilver | Philip Milanov    | 16,77 m   |
| Brons  | Filip Eeckhout    | 16,09 m   |

| rang   | atlete           | prestatie |
| ------ | ---------------- | --------- |
| Goud   | Jolien Boumkwo   | 15,16 m   |
| Zilver | Nafissatou Thiam | 14,22 m   |
| Brons  | Sophie Verlinden | 13,68 m   |

1985 ·
1986 ·
1987 ·
1988 ·
1989 ·
1990 ·
1991 ·
1992 ·
1993 .
1994 ·
1995 .
1996 ·
1997 ·
1998 .
1999 ·
2000 .
2001 · 
2002 · 
2003 · 
2004 · 
2005 · 
2006 · 
2007 · 
2008 · 
2009 · 
2010 · 
2011 · 
2012 · 
2013 · 
2014 ·
2015 ·
2016 ·
2017 ·
2018 ·
2019 ·
2020 ·
2021 ·
2022 ·
2023 ·
2024 ·
2025